# Куцоніжка
Куцоні́жка (Brachypodium) — рід покритонасінних рослин родини тонконогових. 

## Поширення
Рід поширений в Європі, Африці та Азії, а два види — в Латинській Америці. Росте у помірних зонах північної півкулі, а в тропіках у гірських регіонах. В Україні відомо три види.

## Опис
Листки плоскі, колінка та піхви листків запушені. Суцвіття зібране з 5-28 колосків, розташованих супротивно по осі суцвіття, що закінчується верхівковим колоском.

## Види
Види:
- Brachypodium × ambrosii
- Brachypodium × apollinaris
- Brachypodium arbusculum
- Brachypodium bolusii
- Brachypodium × cugnacii
- Brachypodium × diazii
- Brachypodium distachyon — куцоніжка двоколоскова
- Brachypodium firmifolium
- Brachypodium flexum
- Brachypodium humbertianum
- Brachypodium kawakamii
- Brachypodium kotschyi
- Brachypodium madagascariense
- Brachypodium mexicanum
- Brachypodium perrieri
- Brachypodium phoenicoides
- Brachypodium pinnatum — куцоніжка пірчаста
- Brachypodium pringlei
- Brachypodium retusum
- Brachypodium sylvaticum — куцоніжка лісова